# Zhou Jun
Zhou Jun (chiń. 周军; pinyin Zhōu Jùn; ur. 27 lutego 1995 w Huangshi) – chińska sztangistka.
Startowała na igrzyskach olimpijskich w 2012, na których wzięła udział w zawodach do 53 kg, jednakże nie zaliczyła ani jednej próby w rwaniu, stając się pierwszym ciężarowcem z kraju, który nie zaliczył żadnej próby na igrzyskach. Porażka Chinki została nazwana przez lokalne media najbardziej wstydliwą porażką w historii chińskiego podnoszenia ciężarów. W tym samym roku zdobyła brązowy medal na mistrzostwach Azji.